# Alois-Mock-Institut
Das Alois-Mock-Institut für Zukunftsfragen war ein 2012 gegründeter „Think Tank“ aus dem Umfeld der ÖVP Niederösterreich. Bekannt wurde er der breiteren Öffentlichkeit, als in Folge des Ibiza-Skandals (2019) parteinahe Vereine und Stiftungen untersucht wurden. Der vom Parlamentspräsidenten Wolfgang Sobotka geleiteten Denkfabrik wurde vom politischen Gegner vorgeworfen, eine Umgehungskonstruktion für illegale Parteispenden darzustellen; von Seiten der ÖVP und der Protagonisten wurde das stets abgestritten. Ende des Jahres 2021 wurde das Institut aufgelöst.

## Ziele
Das nach dem ehemaligen ÖVP-Politiker Alois Mock benannte Institut wurde vom Präsidenten Sobotka „vorwissenschaftlich“ genannt. Es sollte nach eigenem Leitbild „Impulsgeber und Informationsquelle für alle, die in Wirtschaft, Gesellschaft und Politik weiterdenken“ sein. Neben Sobotka (der auch dem niederösterreichischen Österreichischer Arbeitnehmerinnen- und Arbeitnehmerbund vorstand), war Thomas Obernosterer (der Direktor des niederösterreichischen Landtags) und die Landesgeschäftsführerin des ÖAAB, ÖVP-Bundesrätin Sandra Kern im Vorstand. Angesiedelt war das Institut an der gleichen Adresse wie die ÖVP Niederösterreich. Für die Tätigkeit stand ein frei verfügbares Jahresbudget von 250.000 € bereit, mit dem Veranstaltungen abgehalten und eine Zeitschrift „Report“ mit einer Auflage von 2.500 Exemplaren veröffentlicht wurden.

## Kritik

### Spendenfinanzierung
Die Finanzierung blieb lange Zeit für die Öffentlichkeit im Unklaren. Durch ein Dokument des ÖVP-Korruptions-Untersuchungsausschusses wurde bekannt, dass es „zwischen 2017 und 2019 Zahlungen von Unternehmen, an denen das Land Niederösterreich beteiligt ist oder die im Einflussbereich der ÖVP Niederösterreich stehen“ gab. So soll es in diesem Zeitraum folgende Zuwendungen gegeben haben:
- 56.496,30 Euro von der Hypo Niederösterreich
- 54.976,19 vom Energieversorger EVN
- 38.900 Euro vom Flughafen Wien
- 2.500 Euro von der NÖ Landeskliniken Holding
- 10.500 Euro von der Niederösterreichischen Versicherung[6]

Der in Niederösterreich angesiedelte Glücksspielkonzern Novomatic kaufte Printwerbung und wurde auch einmal als Veranstaltungsort verwendet. In der Sendung Fellner!live hatte Sobotka 2020 erklärt: „Für ein Inserat gibt es ein Gegengeschäft“. Das war insofern politisch brisant, als Novomatic Interesse an einem neuen Glücksspielgesetz hatte.
Der „Report“ enthielt – trotz der beschränkten Reichweite des Blattes – Werbeeinschaltungen von landesnahen Unternehmen um 20.000 Euro. Eine Auswertung von sechs Ausgaben von 2019/2020 ergab 15 Inserate, die zu mehr als zwei Drittel vom Land Niederösterreich oder Einrichtungen, die im Einflussbereich des Landes standen, geschaltet wurden. Neben den bereits genannten betrifft das die Landesgesundheitsagentur und eine Wohnbauhotline. Weiters schalteten die Erste Bank, der österreichische Baukonzern Porr, der Raiffeisen-Konzern.
Der Think Tank soll vor April 2022 von der Wirtschafts- und Korruptionsstaatsanwaltschaft überprüft worden sein, aber nach einem Vorhabensbericht wurden keine weiteren Ermittlungen mehr getätigt. Das dürfte wegen Verjährung geschehen sein.

### Aussage über verhinderte Steuerprüfung
Im Zuge der ÖVP-Korruptionsaffäre, in Folge derer es zum Rücktritt von Bundeskanzler Sebastian Kurz gekommen war, wurde auch das Alois-Mock-Institut thematisiert. Im Oktober 2022 wurde eine Zeugenaussage von Thomas Schmid bekannt, der – wohl in Hoffnung auf eine Kronzeugenregelung – ein umfassendes Geständnis ablegte. Schmid erklärte, er wäre zu der Zeit, als er noch Generalsekretär im Bundesministerium für Finanzen war, von Sobotka kontaktiert worden, „dahingehend, dass er mir mitteilte, dass es betreffend das Alois-Mock-Institut oder die Alois-Mock-Stiftung (das weiß ich nicht mehr genau) sowie die Erwin-Pröll-Stiftung Steuerprüfungen gebe und dass das nicht sein könne. Es sei zu erledigen“. Das wäre in Sobotkas Sinne durchgeführt worden. Von Seiten der ÖVP wurden zwei Gegenargumente gebracht:
- Die Sicht der Finanz: „Es hat im gesamten Zeitraum 2014 bis 2019 keine steuerliche Prüfung gegeben und war auch niemals eine solche (am Prüfungsplan) geplant. Daher kann ausgeschlossen werden, dass eine Intervention bzgl. einer Nichtprüfung erfolgt ist.“[12] Eine Alois-Mock-Stiftung sei „steuerlich nicht erfasst und auch niemals erfasst gewesen“, schreibt Manhal weiter.[13] (Der Leiter des Finanzamts Manhal, auf den hier von der ÖVP verwiesen wird, ist dabei in einem anderen Untersuchungsstrang der ÖVP-Affäre von der Wirtschafts- und Korruptionsstaatsanwaltschaft als Beschuldigter geführt.[14][12])
- Die privaten Steuerprüfer des Instituts hätten keine Kenntnis von einer jemals geplanten Prüfung erlangt.[15][16]

Dieser Behauptung ungeachtet stellte sich ein paar Tage später heraus, dass zumindest die Dr. Erwin Pröll Privatstiftung geprüft wurde, wenngleich 2017.

## Belege
1. ↑  „Tu es für mich“. Abgerufen am 1. November 2022.
2. ↑  Obmann: Alois-Mock-Institut wurde aufgelöst. Abgerufen am 31. Oktober 2022.
3. 1 2 3  Christina Müller, Florian Steininger: 150.000 Euro für Sobotka-Verein: große Summen aus öffentlichen Unternehmen für „vorwissenschaftliches Institut“. In: Kontrast.at. 5. April 2022, abgerufen am 31. Oktober 2022.
4. ↑  Leitbild – Alois Mock Institut. 7. August 2020, archiviert vom Original am 7. August 2020; abgerufen am 26. März 2024.
5. 1 2  Johannes Huber: Blau-gelbe Inserate im Mock-„Report“. In: dieSubstanz.at. 23. Juni 2020, abgerufen am 1. November 2022.
6. 1 2  Sobotka sammelte für sein Alois-Mock-Institut Kohle im eigenen Revier. Abgerufen am 31. Oktober 2022.
7. ↑  Sobotka wischt Vorwurf der Befangenheit in Ibiza-Ausschuss vom Tisch. Abgerufen am 31. Oktober 2022.
8. ↑  Dossier · Das gekaufte Österreich. Abgerufen am 31. Oktober 2022.
9. ↑  Alois-Mock-Institut wird aufgelöst, (rote) Vorwürfe bleiben. In: Die Presse. 5. April 2022, abgerufen am 31. Oktober 2022.
10. ↑  Eine schrecklich korrupte Familie. Abgerufen am 1. November 2022.
11. ↑  Das Geständnis des Thomas Schmid. Abgerufen am 1. November 2022.
12. 1 2 3 4  Anna Thalhammer: Wolfgang Sobotka und die angeblich abgedrehten Steuerprüfungen. In: Die Presse. 31. Oktober 2022, abgerufen am 31. Oktober 2022.
13. ↑  Patrick Krammer: ÖVP – Finanzamtsleiter widerspricht Schmids Aussagen zu Sobotka-Interventionen. Abgerufen am 1. November 2022.
14. ↑  ÖVP-Klubchef macht den Weg für Ermittlungen frei. 21. Februar 2022, abgerufen am 31. Oktober 2022.
15. ↑  VP-Hanger: „Schwarz auf weiß – Aussagen von Thomas Schmid widerlegt!“ Abgerufen am 31. Oktober 2022.
16. ↑  Finanzamtsleiter widerlegt Aussagen von Thomas Schmid zu Sobotka-Intervention. 31. Oktober 2022, abgerufen am 31. Oktober 2022.
17. ↑  Oliver Pink: Wolfgang Sobotka: „Ich kann nur sagen: Es ist frei erfunden“. In: Die Presse. 21. Oktober 2022, abgerufen am 31. Oktober 2022.